# Mendeleviu

Mendeleviu

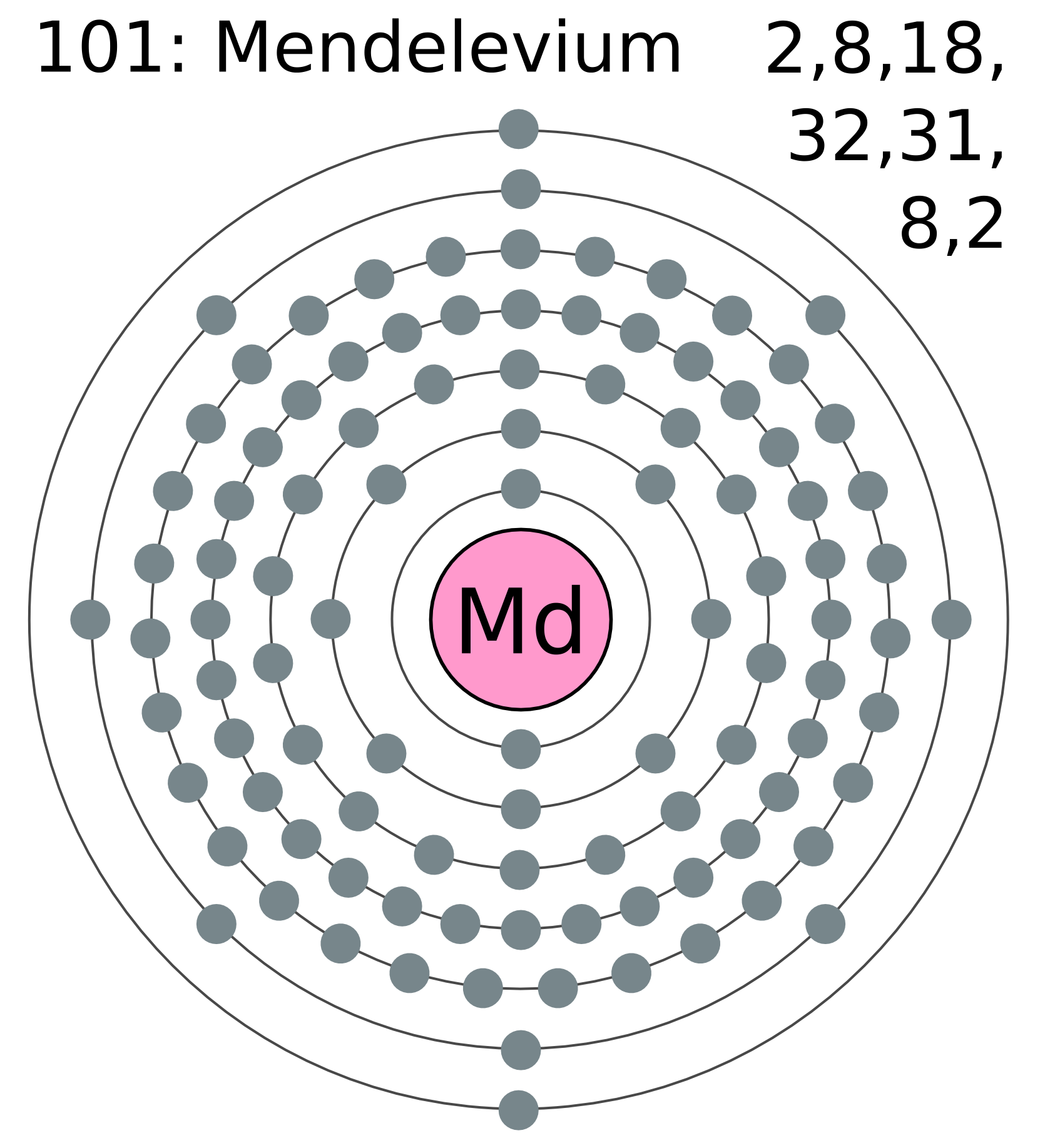
Configurația electronică a atomului de mendeleviu

Mendeleviu (denumire alternativă în română 'mendeleeviu') este elementul chimic cu număr atomic 101 și simbol Md. 
A fost sintetizat pentru prima dată, la începutul anului 1955, de Albert Ghiorso, din echipa savanților Glenn T. Seaborg, Bernard Harvey și Greg Choppin. Echipa a produs Md-256 cu timp de înjumătățire de 76 minute, prin bombardarea unei ținte de einsteiniu-253 cu particule alfa (nuclee de heliu), în ciclotronul de 60 de inch al Laboratorului Național de Radiații Berkeley. S-a reușit numai sintetizarea unui singur atom de Md-256. 
Elementul 101 a fost cel de-al 9-lea element transuranian sintetizat; i s-a dat numele de mendeleviu în semn de apreciere pentru munca de pionierat a lui Dimitri Mendeleev.

## Izotopi
Au fost identificați 15 izotopi de mendeleviu. Cei mai stabili sunt Md-258 cu un timp de înjumătățire de 51,5 zile, Md-260 cu un timp de înjumătățire de 31,8 zile și Md-257 cu un timp de înjumătățire de 5,52 ore. Ceilalți izotopi radioactivi au timpul de înjumătățire mai mic de 97 minute, majoritatea chiar sub 5 minute. Elementul se regăsește și în metastarea 258m-Md (timp de înjumătățire 57 minute). Masa atomică a izotopilor de mendeleviu variază între 245,091 g/mol (Md-245) și 260,104 g/mol (Md-260).

## Caracteristici
Nume: Mendeleviu (Mendeleeviu)

Simbol: Md 

Număr atomic: 101

Masă atomică: (258) g/mol

Punctul de topire: 827 °C (1100 °K, 1521 °F)

Punctul de fierbere: Nu sunt date

Numărul de protoni/electroni: 101

Numărul de neutroni: 157

Clasificare: Actinide

Structura cristalină: Nu sunt date

Densitate: Nu sunt date

Culoare: Alb argintiu sau gri metalic (se presupune)